# Wenzel Chotek von Chotkow
Wenzel Anton (seit 1745) Reichsgraf Chotek von Chotkow und Wognin (* 26. Februar 1674 auf Gut Bieloschitz; † 2. Mai 1754 in Prag) war als Beamter der Militärverwaltung des Hauses Habsburg im 18. Jahrhundert österreichischer Statthalter im Königreich Böhmen.

## Herkunft und Familie
Wenzel Anton entstammte dem böhmischen alten Adelsgeschlecht Chotek von Chotkow und Wognin vom Stammsitz Chockow bei Radnitz in Westböhmen und war der posthum geborene Sohn des Georg Rudolph Ritter Chotek von Chotkow und Wognin (* 1628, † 30. April 1673) und der Ehefrau seiner am 21. Juli 1672 geschlossenen zweiten Ehe mit Johanna Sabina, geborene Proy von Gaisselperg und Findtelstein († 7. Oktober 1692), verwitwete Reisky von Dubnitz, welche nach dem Tod des 2. Ehemannes eine dritte Ehe mit Ladislaw Ritter Sekerka von Sedczicz und danach 1686 eine vierte Ehe mit Mathias Andreas Freiherr Hartmann von Klarstein einging.
Die Tochter aus der ersten Ehe des Georg Rudolph Chotek mit Polyxena Dorothea Eleonore Feldhoffer von Feldhoffen († 1670) Elisabeth Polyxena Chotek (* Juli 1670, † 6. Juli 1714), ehelichte den Kreishauptmann des Leitmeritzer Kreises in Nordböhmen Wenzel Ignaz Freiherr Zucker von Tamfeld († 1699), auf Heiligenkreuz (Chodsky Ujezd) bei Tachau (Tachov) in Westböhmen.
Wenzel Anton Chotek von Chotkow und Wognin, der Sohn aus der zweiten Ehe des Georg Rudolph Chotek mit Sabina, geborene Proy von Gaisselperg und Findtelstein, ehelichte am 28. Oktober 1698 in Prag Maria Theresia Scheidler von Scheidlern auf Jeniowes und Weltrus (* 7. März 1684 in Prag; † 6. April 1709 auf Weltrus), eine Tochter des Ferdinand Christoph Ritter Scheidler (Zeidler) von Zeidler genannt Hofmann, königlicher Hauptmann der Prager Kleinseite und Landeskämmerer im Königreich Böhmen, und der Maria Theresia, geborene Gräfin Losy von Losimthal, deren Tochter Maria Theresia Scheidler (Zeidler) als Heiratsgut den Großgrundbesitz Jeniowes und Weltrus in Mittelböhmen in ihre Ehe mit Wenzel Anton Chotek von Chotkow und Wognin einbrachte und damit den sozialen Aufstieg der Chotek in den Reichsgrafenstand und die Errichtung eines Familienfideikommiss ermöglichte.
Der Ehe des Wenzel Anton Chotek Reichsgraf von Chotkow und Wognin und seiner Ehefrau Maria Theresia, geborene Scheidlern (Zeidler genannt Hofmann) entstammen zwei Söhne: 1. Johann Karl Graf Chotek von Chotkowa und Wognin (1704–1787) und 2. Rudolph Graf Chotek von Chotkowa und Wognin (1708–1771).

## Leben
Wenzel Anton Chotek von Chotkow und Wognin (1674–1754), war seit 1702 böhmischer alter Freiherr für sich und seine Nachkommen beiderlei Geschlechts und wurde am 6. Februar 1702 (Wien) in den Herrenstand aufgenommen, war seit 13. Mai 1723 (Laxenburg) böhmischer Graf und seit 4. Oktober 1745 (Frankfurt am Main) Reichsgraf mit Wappenbesserung und Ernennung zum Feldmarschallleutnant. Zunächst war er von 1710 bis 1712 Hauptmann des Schlaner Kreises, von 1727 bis 1729 Hauptmann des Leitmeritzer Kreises, kaiserlicher Rat, 1735 bis 1738 K. und k. Statthalter von Böhmen, Oberster Kriegskommissar und im Revolutionsjahr 1848 Gesandter in Berlin.
Als Gutsherr auf Bieloschitz, ließ er nach Plänen des Architekten Franz Maximilian Kaňka  im Jahr 1716 in Weltrus, nördlich von Prag, dem Herrschaftsbesitz aus dem Heiratsgut seiner Frau Maria Theresia, geborene von Scheidler (Zeidler) das neue Schloss Veltrusy an Stelle eines Vorgängerbaus errichten. Das kunsthistorisch beachtenswerte Bauwerk aus der Barockzeit in Böhmen war bis zum  Ende des Zweiten Weltkriegs im Besitz der Familie Chotek. Seit 1740 war Wenzel Anton Graf Chotek Besitzer der Herrschaft Tomitschan in Westböhmen.
Beigesetzt wurde er in der neuen Chotekschen Familiengruft in der Kirche des hl. Martin in Kosel.